# Cephalocera longristris
Cephalocera longristris är en tvåvingeart som först beskrevs av Christian Rudolph Wilhelm Wiedemann 1830.  Cephalocera longristris ingår i släktet Cephalocera och familjen Mydidae. Inga underarter finns listade i Catalogue of Life.